# Cacophonous Records
Cacophonous Records je britské nezávislé hudební vydavatelství z Londýna založené roku 1993 Neilem Hardingem. Vydává britské i zahraniční kapely zejména se zaměřením na death metal, black metal a gothic metal. 
Cacophonous Records mělo vliv na blackmetalovou scénu 90. let 20. století, stálo u vydání raných nahrávek kapel jako Dimmu Borgir, Bal-Sagoth a Cradle of Filth.
Mezi další hudební skupiny z jeho stáje patří např. Abyssos, Gehenna, Primordial a další.

## Seznam kapel
Seznam vybraných kapel, jejichž desky vyšly u Cacophonous Records:
- Abyssos (Švédsko)
- Ancient Ceremony (Německo)
- Antestor (Norsko)
- Bal-Sagoth (Spojené království)
- Cradle of Filth (Spojené království)
- Dimmu Borgir (Norsko)
- Christ Agony (Polsko)
- Deinonychus (Nizozemsko)
- Gehenna (Norsko)
- Kawir (Řecko)
- Primordial (Irsko)
- Sigh (Japonsko)
- Vergelmer (Švédsko)[3]
- a další